# Flacq
Flacq, amb els seus 298 km², és el més extens dels nou districtes de l'’illa de Maurici. El país està dividit en deu regions administratives, nou de les quals són anomenats districtes. La desena és l'illa de Rodrigues, que té l'estatus d'autonomia. Flacq cobreix la regió est de Maurici. Els districtes limítrofs són Rivière du Rempart al nord, Moka a l'oest i Grand Port al sud. La part oriental és la costa de l'oceà Índic.

## Geografia[1]
D'entre les particularitats geogràfiques de la regió, destaca la presència dels rius Poste de Flacq al nord, el Deep River i el Gran Riu Sud Est (que és també el més gran de l'illa) al sud. La part oriental del districte està en un pla, mentre que la zona oest s'eleva en altitud fins a arribar a la part inferior de la meseta central de l'illa, a uns 400 metres sobre el nivell del mar.
La població de la regió és aproximadament de 138,500 persones l'any 2006, fet que representa el 12% de la població total de l'illa. Aquesta població està repartida entre una trentena de pobles de mides diferents. Centre de Flacq, encara que sigui la capital de la regió, no té estatus de municipi, sinó que és considerat un simple poble per les administracions regionals. Per aquest fet, aquesta aglomeració del voltant de 17,800 persones (est. 2006) és gestionada per un Consell del Poble, com les altres localitats del districte. Bel Air Rivière Sèche segueix de ben a prop Centre de Flacq, no només en termes demogràfics sinó també en desenvolupament. Amb els seus 17,700 habitants (est. 2006), aquest poble no té res a envajar del seu poble veí, més enllà de la capitalitat de l'est. La fira d'aquest poble ha esdevingut una atracció turística.
Els altres pobles de menor envergadura del districte Flacq són:
| Nom                     | població |
| ----------------------- | -------- |
| Lalmatie                | 10 404   |
| Trencada Verdière       | 7 374    |
| Médine-Camp d'Emmascara | 7 244    |
| Plaça de Flacq          | 7 133    |
| Bon Accueil             | 6 553    |
| Laventure               | 6 171    |
| ‍ Écroignard              | 5 952    |
| Sébastopol              | 5 745    |
| Quatre Cocos            | 5 724    |
| Forat d'Aigua Suau      | 5 665    |
| Camp d'Emmascara Pavé   | 4 520    |
| Camp Ithier             | 4 401    |
| Olivia                  | 3 980    |
| Quatre Sœurs            | 3 515    |
| Sant Julien de Hotman   | 3 335    |
| Sant Julien             | 3 188    |
| Queen Victoria          | 3 025    |
| Camp d'Emmascara        | 2 721    |
| Gran Riu Sud Està       | 2 472    |
| Mare La Chaux           | 2 058    |
| Clémencia               | 1 835    |

## Història
L'origen de la paraula Flacq és neerlandès i ens recorda que els holandesos van ser els primers habitants de l'illa. Apareix en tres llocs: el districte de Flacq, el poble de Centre de Flacq i Poste de Flacq. Aquest últim va serla primera capital de la regió durant l'ocupació francesa. Flacq és un dels dos únics districtes que porten noms batavis (naturals de la capital de les Índies Orientals Neerlandeses), juntament amb Plain Wilhems, el nom de l'habitant de la regió quan es va donar la possessió dels francesos el 1721.
D'entre les contribucions dels holandesos als desenvolupaments de la regió, destaca la construcció de cinc quilòmetres de ruta a l'interior de les terres el 1641 sota el govern de Jacob van der Meersch. Aquesta ruta era necessària per porta el banús collit cap a la costa.
Dos dels tres primers establiments humans de la història de l'illa se situen en aquest districte: Trou d'Eau Douce i Flacq. El tercer va ser el lloc de desembarcament dels colons a Ferney. Importaven la canya de sucre de la seva colònia a Indonèsia i hi van començar a cultivar-la a gran escala. El cultiu d'aquesta planta és encara, avui, un dels pilars de l'economia de la regió.
En l'últim cens de l'era neerlandesa, el 1706, hi constaven 12 famílies de colons i els seus esclaus a Flacq, sobre una població total de 244.
El període francès va ser més pròsper. La desforestació es va fer a gran escala pel cultiu de la canya de sucre. Desenes de fàbriques de transformació de la canya de sucre estaven dispersades pel paisatge de la regió. Amb el temps, aquestes propietats sucreres es van fusionar amb la finalitat de rendibilitzar la indústria i es pot veure avui dia els vestigis d'aquests establiments en caminades solitàries entre els camps de bastons.
Una anècdota interessant és la de l'origen del nom de la localitat de Quatre Cocos. Els ancians del poble expliquen que, durant el període de colonització, vivien en el poble quatre personatges molt brillants. En crioll mauricià, la paraula coco fa referència a un cap pensant. Les males ànimes repliquen que l'origen del nom vindria més aviat del fet que hi havia una plantació de cocoters a la regió i que els habitants estan lluny de ser grans ments...

## Llocs d'interès
- Les platges públiques de Belle Mare, Palmar i Trou d'Eau Douce
- L'Île aux Cerfs
- La caiguda del Gran Riu Sud Est
- El bazar del Centre de Flacq els diumenges
- El poble pintoresc de Quatre Cocos

## Personalitats nascudes a Flacq
- Édouard J. Maunick (1931), periodista i diplomàtic